# Avro 501
Los Avro Type H, Type 501 y Type 503 fueron una familia de uno de los primeros hidroaviones británicos. Eran un desarrollo del diseño Avro 500 y fueron concebidos originalmente como anfibios, estando el prototipo equipado con un único y gran flotador central (que incorporaba ruedas) bajo el fuselaje, y dos flotadores de equilibrio bajo las alas.

## Diseño y desarrollo
Las pruebas se realizaron en Windermere en enero de 1913. Más tarde fue convertido a una configuración con dos flotadores y comprado por el Almirantazgo británico. Así modificado demostró ser demasiado pesado y fue convertido de nuevo (esta vez como avión terrestre).
Una versión mejorada, designada 503, fue mostrada al Inspector de la Aviación Naval, que realizó un encargo por tres aparatos. El prototipo mismo fue presentado a la Marina Imperial alemana durante sus pruebas como hidroavión en junio de 1913, y fue comprado por el Gobierno del Imperio alemán con propósitos evaluativos. Este aparato se convirtió posteriormente en el primer avión en cruzar en Mar del Norte, desde Wilhelmshaven hasta Heligoland, en septiembre de 1913. Gotha adquirió una licencia a Avro y produjo el modelo como WD.1 (Wasser Doppeldecker, Biplano Acuático).

## Variantes
501 (Type H)
Hidroavión anfibio, uno construido.
503
Versión mejorada del 501, cuatro construidos.

## Operadores
Imperio alemán
- Marina Imperial alemana: un avión.

 Reino Unido
- Real Servicio Aéreo Naval

 Turquía
- Escuadrones de Aviación del Imperio Otomano

## Especificaciones (501 hidroavión)
Referencia datos: Avro Aircraft since 1908

### Características generales
- Tripulación: Dos
- Longitud: 10,1 m (33 ft)
- Envergadura: 14,5 m (47,5 ft)
- Altura: 3,8 m (12,5 ft)
- Superficie alar: 44,4 m² (477,9 ft²)
- Peso vacío: 789 kg (1739 lb)
- Peso cargado: 1225 kg (2699,9 lb)
- Planta motriz: 1× motor rotatorio de 14 cilindros en dos filas refrigerado por aire Gnome Omega-Omega.
  - Potencia: 100 kW (138 HP; 136 CV)

### Rendimiento
- Velocidad máxima operativa (Vno): 89 km/h (55 MPH; 48 kt)

## Aeronaves relacionadas

### Secuencias de designación
- Secuencia Alfabética (interna de Avro): ← Type Es - Type F - Type G - Type H - Type J
- Secuencia Numérica (interna de Avro): 500 - 501 - 502 - 503 - 504 - 506 - 507 (juego de alas) →
- Secuencia WD._ (interna de Gotha, anterior a 1918): WD.1 - WD.2 - WD.3 - WD.4 →